# Ashikaga Yoshikane
Ashikaga Yoshikane est un nom japonais traditionnel ; le nom de famille (ou le nom d'école), Ashikaga, précède donc le prénom (ou le nom d'artiste).
Ashikaga Yoshikane (足利義兼, 1154 ?-5 avril 1199) est un commandant samouraï et seigneur féodal de la fin de l'époque de Heian et du début de l'époque de Kamakura de l'histoire du Japon. Il joue un rôle actif dans la guerre Jishō-Juei et la campagne militaire ultérieure comme une personne étroitement liée à Minamoto no Yoritomo, premier shogun de Kamakura, et ménage au clan Ashikaga une position influente en tant que vassal gokenin du shogunat de Kamakura.

## Généalogie
Yoshikane est le troisième fils de Minamoto no Yoshiyasu, fondateur du clan Ashikaga et petit-fils de Minamoto no Yoshiie. Lors de la rébellion de Hōgen, Yoshiyasu, le père de  Yoshikane, est un des commandants des forces loyales à l'empereur Go-Shirakawa, dont le père de Minamoto no Yoritomo, Minamoto no Yoshitomo et Taira no Kiyomori parmi d'autres.
La mère de Yoshikane est une fille adoptive et petite-fille de Fujiwara no Suenori et une nièce de la mère de Yoritomo.

## Biographie
- 1157 (Hōgen 2, 5e mois) : Minamoto no Yoshiyasu décède et Yoshikane prend la tête du clan Ashikaga.
- Vers 1175-1180 (Angen, Jishō) : il visite la capitale Kyoto et sert la princesse Hachijyōin Akiko Naishinnō dans sa cour en tant qu'officiel de cour kurōdo (蔵人). Le prince Mochihito qui appelle à la révolte contre les Heike devient plus tard le fils adopté de la princesse Akiko. Minamoto no Yukiie qui a transmis le commandement d'un prince à divers endroits devient également kurōdo de sa cour plus tard.
- 1180 (Jishō 4) : après que Minamoto no Yoritomo a levé une armée contre les Heike dans la province d'Izu, Yoshikane qui était retourné dans la seigneurie d'Ashikaga le rejoint peu après.
- 1181 (Jishō 5, 2e mois) : Yoshikane épouse une fille de  Hōjō Tokimasa, Tokiko, par l'intermédiaire de Yoritomo et devient ainsi son beau-frère[1].
- 1184 (Juei 3, 5e mois) : au cours de l'assujettissement des restes de l'armée de Minamoto no Yoshitaka, fils de Minamoto no Yoshinaka, il se distingue sur le champ de bataille.
- 1184 (Juei 3, 8e mois) : il joint les forces de Minamoto no Noriyori et participe à divers combats dans l'ouest du Japon et vainc les Heike.
- 1185 (Bunji 1, 5e mois) : il est nommé gouverneur de la province de Shimotsuke.
- 1189 (Bunji 5, 7e-9e mois) : lors de la guerre Ōshū, il est l'un des commandants des forces de l'administration Kamakura et arrête un gardien de Fujiwara no Yasuhira.
- 1190 (Kenkyū 1, 1er-3e mois) : au cours de la rébellion Ōkawa Kanetō, il est nommé commandant en chef des forces de l'administration Kamakura et réprime la révolte.
- 1195 (Kenkyū 6, 3e mois) : il se fait moine bouddhiste et prend le nom de Gishō (義称)[1]. Il se retire au temple Kabasakidera à Ashikaga, dans la province de Shimotsuke. Il est dit qu'il a choisi cette vie isolée afin d'échapper aux controverses politiques[3].

## Source de la traduction
- (en) Cet article est partiellement ou en totalité issu de l’article de Wikipédia en anglais intitulé « Ashikaga Yoshikane » (voir la liste des auteurs).